# Кікерс (Оффенбах)
«Кі́керс» (нім. «Kickers Offenbach») — німецький футбольний клуб з Оффенбаха. Заснований 27 травня 1901 року.

## Виступи в єврокубках
| Сезон   | Турнір       | Раунд |         | Клуб   | Рахунок  |
| ------- | ------------ | ----- | ------- | ------ | -------- |
| 1970-71 | Кубок кубків | 1R    | Бельгія | Брюгге | 2-1, 0-2 |

- 1R — перший раунд.

## Досягнення
- Віце-чемпіон Німеччини (2): 1950, 1959
- Володар кубка Німеччини (1): 1970